# Mahidevran
Mahidevran, coneguda també com a Gülbahar (turc otomà: ماه دوران, ca.1500 – 3 de febrer de 1581) fou la dona consort primera de Solimà I el Magnífic de l'Imperi Otomà abans d'Hürrem Sultan, i la mare del príncep Şehzade Mustafà.

## Etimologia
El nom de Mahidevran significa "aquella que és sempre bella", "la bellesa mai no s'esvaeix" o "la bellesa del temps". Un altre significat del seu nom és "lluna de la fortuna". Algunes fonts indiquen que en el nom Gülbahar la part gül significa "rosa" i bahar any significa "primavera", tant en turc com en persa.

## Títol i estatus
Sovint els llibres d'història popular, sèries de televisió, literatura turística, altres mitjans i fins i tot historiadors es refereixen a Mahidevran com ara "Mahidevran Sultan". Tanmateix és majoritàriament coneguda per historiadors i autors populars com a "Mahidevran Kadın". Alguns historiadors es refereixen a ella com a "Mahidevran Hatun". Segons Leslie P. Peirce, abans de la creació del títol Haseki Sultan per a Hürrem Sultan, totes les consorts otomanes rebien el títol reial alternatiu "Hatun". També segons Peirce, durant el segle xvi (el regnat de Solimà I), el títol Hatun per a la Valide (títol que indica a la mare del Sultan) i el de la favorita del Sultan, o cap de les consorts, van canviar a Sultan (canviat a Sultana en la literatura occidental per a distingir entre Sultan mascle i femella). Per això és possible que Mahidevran també hagués portat el títol de Sultan.
Encara que Mahidevran podria no haver-hi estat una Haseki, va ser la mare de Şehzade Mustafà, el fill més gran supervivent de Solimà I, fill que va ser també l'hereu potencial al tron. Per això es pot afirmar que va Mahidevran va assolir una posició molt influent dins l'harem de Solimà: segons tradicions otomanes ella va ser Baş Kadın (cap consort) de Solimà. Com a Baş Kadın, va ser la segona en el rànquing de l'harem, després de Valide Sultan. Tanmateix, Mahidevran va ser substituïda com a favorita de Solimà per Hürrem Sultan, quan el Sultà va oblidar Mehidevran per dedicar tot el seu afecte a Hürrem en 1526. Mentre Hürrem esdevenia la nova favorita de Solimà i més tard la seva dona legal, Mahidevran va retenir l'estatus de mare del fill gran de Solimà i va ser considerada com la primera dona del Sultà.

## Orígens i primers anys de vida
Poc se sap dels primers anys de vida de Mahidevran. El seu rerefons ètnic és també controvertit, si bé sembla que era albanesa o circassiana. Aquestes són les teories sobre els seus orígens:
- Segons algunes fonts venecianes contemporànies a la seva vida, fou d'origen circassià.[18][19]
- El nom del pare de Mahidevran apareix en documents contemporanis com ara Abdullah, Abdürrahman o Abdülmennan, suggerint tots ells que ella fou una esclava conversa musulmana d'origen desconegut.[20][21]
- En altres fonts apareix com d'origen montenegrí.
- Segons Nicolae Iorga, el seu origen fou Montenegro.[22]

## Vida amb Solimà
Mahidevran apareix en la llista de les disset dones de l'harem de Solimà en el temps en el que ell era governador de Manisa. Aleshores no pertanyia al primer rànquing de consorts, guanyant 4 aspers al dia juntament amb dues altres concubines, mentre tres altres guanyaven 5 aspers. Mahidevran va esdevenir la favorita del Sultà possiblement als 15 anys, atès que Mustafà va néixer en 1515 mentre eren a Manisa. Probablement va tenir un altre fill amb el Sultà, Şehzade Abdullah, encara que aquest és generalment considerat com a fill d'Hürrem Sultan.
Quan morí Selim I en 1520, Solimà va marxar a Constantinoble, la capital de l'Imperi Otomà, per tal d'accedir al tron, i ho va fer juntament amb la seva família. En 1521 Solimà va perdre el seus dos altres fills, el de nou anys anomenat Mahmud i el petit Murad, esdevenint Mustafà el més gran de la seva generació principesca. Mahidevran esdevenia llavors Baş Kadın de Solimà (un equivalent de l'estatus de consort principal abans de la creació del títol reial Haseki Sultan per Hürrem Sultan). A l'harem d'Istanbul Mahidevran va tenir una rival molt influent, Hürrem (coneguda també com a Roxelana a Europa), qui aviat es convertiria en la favorita del Sultà.
Hürrem va tenir el seu primer fill en 1521, Mehmed, i en 1524 a Selim (futur Sultà Selim II), amb la qual cosa Mahidevran va deixar de ser l'única mare de fills mascles del Sultà. La rivalitat entre les dues dones va ser parcialment suprimida per Hafsa, la mare de Solimà. Segons els informes de Bernardo Navagero (1507-1565), a conseqüència de l'amarga rivalitat entre elles va esclatar una baralla entre les dues dones (Mahidevran va vèncer Hürrem) que va enfurismar Soimà. Segons Necdet Sakaoğlu, un historiador turc, les obres dramàtiques fictícies que han escrit escriptors turcs i estrangers, involucrant Hürrem, Mahidevran, Gülfem i Hafsa, no reflecteixen la realitat. Mahidevran va deixar lstanbul amb el seu fill Mustafà a causa de la ser nomenada governadora la subdivisió de Manisa i després de la mort de Mustafà, en 1553, va anar a refugiar-se a Bursa, on va morir molts anys després.
La possible disputa entre Hürrem i Gülfem és més aviat dubtosa. Tanmateix, Hürrem mai no va abandonar el palau amb cap dels seus fills. El rumor que indicava que Hürrem havia embruixat Solimà és fals i fictici. Hürrem tenia prínceps menors d'edat que no havien de sortir del palau imperial fins que arribessin als 16 anys. El més jove dels prínceps de Solimà, Şehzade Cihangir, estava malalt des del naixement. Això va obligar Hürrem a romandre a palau mentre els seus fills eren enviats a Sanjak-bey.
Observadors estrangers dels otomans, especialment els ambaixadors de la República Veneciana, van seguir de molt a prop la política otomana. Els seus comentaris sobre Mahidevran posen de manifest el paper vital que juga la mare del príncep i la seva necessària devoció per a aquest benestar. Pietro Bragadin, ambaixador en els primers anys del regnat de Solimà, va informar que mentre ambdós eren residents al palau imperial d'Istanbul, Mustafà era l'"alegria total" de la seva mare.
Bernardo Navagero va informar que Solimà mantenia a l'harem Topkapi tant a Mahidevran com a Hürrem. Però en 1526, va deixar de banda a Mahidevran per dedicar tot el seu afecte a Hürrem.
En 1533 o 1534 (la data exacta és desconeguda), després que Mahidevran marxés cap a Manisa, Solimà es va casar amb Hürrem en una magnífica cerimònia formal, reemplaçant Mahidevran com a principal consort. Tanmateix, Mahidevran va romandre com a Birinci Kadın de Solimà (primera dona).

## Els càrrecs provincials de Mustafà
Segons la tradició turca, s'esperava que tots els prínceps treballessin com a governadors provincials (Sanjak-bey) com a part de la seva formació. Mustafà va ser enviat a Manisa en 1533, en una cerimònia formal, i Mahidevran el va acompanyar. En descriure la seva cort a Kara Amid (Diyarbakır), prop de la fontera Safavid, Bassano va escriure al voltant de 1540, que el príncep tenia "una cort molt meravellosa i gloriosa, ni més ni menys que la del seu pare", i que "la seva mare, que estava amb ell, l'instrueix en la manera de fer-se estimat per la gent". En algun moment Mustafà va tornar a Manisa, i en 1542 es va traslladar a Amasya. En 1546 tres fills més de Solimà optaven a la successió del pare, començant la competició entre els quatre prínceps, tot i que el sultà hauria de viure encara vint anys més. L'ambaixador Bernardo Navagero va descriure en un informe de 1553 els esforços de Mahidevran per protegir el seu fill: "Mustafà té amb ell la seva mare, que exerceix una gran diligència per protegir-lo de l'enverinament i li recorda cada dia que no té una altra cosa que fer tret d'evitar-ho, i es diu que ha un respecte infinit per a ella".
Mustafa va ser un príncep immensament popular. Quan només tenia nou anys l'ambaixador Venecià havia informat que "té un talent extraordinari, serà guerrer, és molt estimat pels Geníssers, i realitza grans gestes". En 1553, quan Mustafà tenia trenta-vuit anys, Navagero va escriure: "és impossible descriure quant és estimat i desitjat per tots com a successor al tron."
 Els rumors i especulacions diuen que, cap al final del llarg regnat de Solimà, la rivalitat entre els seus fills es va fer evident i a més a més, tant Hürrem com el gran visir Rüstem Paixà es van girar contra Mustafà, que va ser acusat de provocar disturbis. Durant la campanya contra la dinastia Safavid en 1553, Solimà va ordenar l'execució de Mustafà per conspiració per destronar el seu pare. No ha estat provada ni refutada aquesta traïció.
Mahidevran va ser al capdavant de l'harem de Mustafà, va renovar la mesquita fundada per Hafsa Sultan en Manisa. Va establir les donacions waqf i diveres fundacions de caritat tant a Konya com a Amasya.
Fins molt al final del seu fill vida, Mahidevran va tractar de protegir Mustafà dels seus rivals polítics, i molt probablement va mantenir una xarxa d'informants per a fer-ho. L'ambaixador Trevisano va informar en 1554 que el dia Mustafà va ser executat, Mahidevran havia enviat un missatger advertint-li de que el seu pare feia plans per a matar-lo. Mustafà malauradament va ignorar el missatge. Segons Trevisano, Mustafà s'havia constantment negat a fer cas a les advertències tant dels seus amics com de la seva mare.

## Darrers anys i mort
Després de l'execució del seu fill, Mahidevran va viure una vida agitada. Va marxar a Bursa, on el seu fill havia estat enterrat, i es va convertir en l'última concubina a retirar-se a Bursa.
Menys afortunada que les seves predecessores i presumiblement caiguda en desgràcia per l'execució del seu fill, va ser incapaç de pagar el lloguer de la casa en la qual va viure, i els seus servents van ser estafats en els mercats locals. La situació de Mahidevran va millorar cap a la fi del regnat de Solimà, quan els seus deutes van ser pagats per una ordre del sultà i ella va poder adquirir la casa, possiblement gràcies a l'únic fill supervivent de Solimà, Selim, mig germà de Mustafà. Econòmicament estabilitzada al final de la seva vida, Mahidevran va tenir prou ingressos com per crear una dotació per a la conservació de la tomba del seu fill.

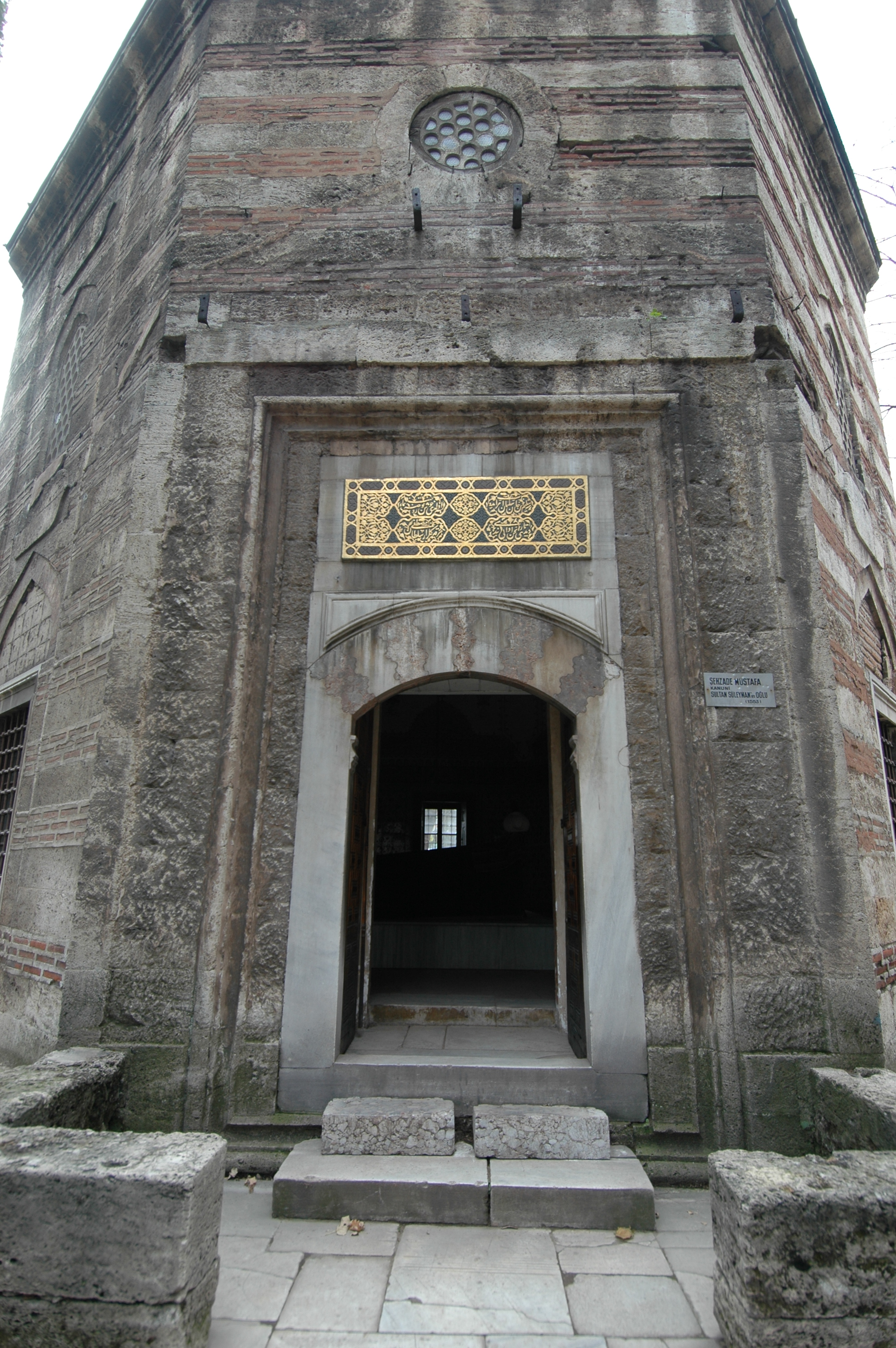
L'entrada de la seva turba al complex Muradiye

La seva rehabilitació va ser possible només després de la mort de la seva rival Hürrem en 1558. Mahidevran va morir en 1581, sobrevivint a Solimà i a tots els fills d'aquest, sent enterrada en la tomba de Mustafà.

## Representacions en la literatura i la cultura popular
En la minisèrie de televisió Hürrem Sultan de 2003 el paper de Mahidevran va ser interpretat per l'actriu turca Hatice Aslan. En la sèrie de televisió Muhteşem Yüzyıl, emesa entre 2011 i 2014, Mahidevran va ser interpretada per l'actriu turca Nur Fettahoğlu.